# Carrocera
Carrocera ist eine Gemeinde (Municipio)  mit 440 Einwohnern (Stand: 2024) im nordwestlichen Zentral-Spanien in der Provinz León in der Autonomen Gemeinschaft Kastilien-León. Die Gemeinde besteht neben dem namensgebenden Hauptort Carrocera aus den Ortschaften Benllera, Cuevas de Viñayo, Otero de las Dueñas, Piedrasecha, Santiago de las Villas und Viñayo.

## Geografie
Carrocera liegt im nördlichen Teil der Provinz León und liegt an den Südhängen des Kantabrischen Gebirges in einer Höhe von 1050 m. Die Stadt León liegt etwa 30 Kilometer südsüdöstlich von Carrocera. Die Autopista AP-66 führt wie der Río Luna am Westrand der Gemeinde entlang.

## Bevölkerungsentwicklung
| Jahr        | 1900 | 1970 | 1981 | 1991 | 2001 | 2011 | 2021 |
| ----------- | ---- | ---- | ---- | ---- | ---- | ---- | ---- |
| Einwohner   | 1263 | 1025 | 845  | 669  | 608  | 552  | 453  |
| Quelle: INE |      |      |      |      |      |      |      |